# Betty Boop's Life Guard
Betty Boop's Life Guard es un corto de animación estadounidense de 1934, de la serie de Betty Boop. Fue producido por los estudios Fleischer y distribuido por Paramount Pictures. En él aparecen Betty Boop y Fred.

## Argumento
Betty Boop disfruta en la playa de un buen baño, divirtiéndose con su caballito de goma hinchable. Sin darse cuenta, se va alejando de la orilla y, cuando el caballo se deshincha, Betty queda en peligro. Desde la orilla, Fred, el vigilante de salvamento oye los gritos de socorro y acude en busca de ella. Betty, sin sentido, se imagina que es una sirena y es perseguida por un gigantesco pez-dragón.

## Producción
Betty Boop's Life Guard es la trigésima entrega de la serie de Betty Boop y fue estrenada el 13 de julio de 1934.